# Барабино, Анджело
Анджело Барабино, «Барабино сын» (итал. Angelo Barabino, Il figlio, 1 января 1883, Тортона, Пьемонт — 6 ноября 1950, Милан, Ломбардия) — итальянский живописец, пуантилист, символист.

## Биография
Барабино родился в Тортоне в семье генуэзского происхождения. Был представителем «школы Тортона», поколения художников этого города в области Пьемонт на северо-западе Италии, которые работали на рубеже XIX и XX веков. К этой группе относят также Джузеппе Пеллиццу да Вольпедо, Чезаре Саккаджи, Джиджи Куньоло и Пьетро Доссола.
В 1900—1903 годах Анджело Барабино учился живописи в Академии изящных искусств Брера, но бросил учёбу, чтобы следовать «социальному направлению» в искусстве по примеру Джузеппе Пеллиццы да Вольпедо, мастерскую которого он часто посещал.
В произведениях Барабино заметны как натуралистические, так и символистские черты. Живописные новации он, по примеру Вольпедо, пытался применить к социально ориентированным темам, но всегда с оригинальным результатом.
После трагической смерти (самоубийства) Пеллиццы да Вольпедо в 1907 году, Барабино стал искать собственный путь, используя заимствованный у французских художников живописный метод пуантилизма. На Национальной выставке Брера в 1910 году Анджело Барабино представил картину «Ограбление». Критики отметили необычное сочетание дерзкого сюжета и дивизионистской техники выполнения.
Этой картиной художник привлёк внимание художников и критиков, братьев Витторе и Альберто Грубичи, которые приветствовали его в том же году среди художников своей галереи в Милане и пригласили участвовать в выставке пуантилистов, проходившей в Париже в 1912 году.
Первая мировая война прервала деятельность художника. В 1916 году он попал в госпиталь Тортона. В 1917 году находился на излечении в военном госпитале Венеции. Вернулся к живописи лишь в 1920-х годах, обратившись к новым, аллегорическим сюжетам.
С приходом фашизма, будучи социалистом, он предпочёл уединиться и в 1922 году поселился в Тортоне. Он редко выставлял свои работы, стараясь не привлекать к себе внимание.
В 1929 году по приглашению промышленника Роверси художник уехал в Каракас, Венесуэла, где много работал в жанре пейзажа. Вернулся в Италию в 1931 году. Вернувшись на родину, Анджело Барабино продолжал писать пейзажи сельской местности Тортона и Предальпийских Альп.
Художник умер в Милане 6 ноября 1950 года. Две ретроспективные выставки его творчества прошли в Милане и Тортоне в 1953 году.